# Tigherghar
Tigherghar est une commune de la wilaya de Batna en Algérie.

## Géographie

### Situation
Le territoire de la commune de Tigherghar est situé au sud de la wilaya de Batna.
| Ain Zaatout (wilaya de Biskra) | Menaa                          | Menaa                          |
| Djemorah (wilaya de Biskra)    | Tigherghar                     | Menaa                          |
| Branis (wilaya de Biskra)      | M'Chouneche (wilaya de Biskra) | M'Chouneche (wilaya de Biskra) |

### Localités de la commune
La commune de Tigherghar est composée de 12 localités :
- Agharbi
- Amentane Inférieur
- Amentane Supérieur
- Aoughanime
- Bouhafs
- Fouchi M'Ghissa
- Ighuelfen
- Taghadouine
- Talilit
- Tiloukache
- Tazleft
- Warka